# Gianna Piaz
Giovanna Piaz (Bolonia, 9 de diciembre de 1923 - Roma, 27 de enero de 2023) fue una actriz italiana.

## Biografía
Inició su carrera principalmente en el teatro. En 1949 se vinculó a la compañía de Vittorio Gassman, con quien actuó en varias producciones. En la década de 1950 empezó a desempeñarse como actriz de voz, participando en varias radionovelas de la RAI. También en esa década empezó a figurar en películas y en series de televisión, principalmente en papeles menores. Entre las décadas de 1970 y 1980 su presencia en el cine y la televisión italianas se intensificó, pero paulatinamente se fue alejando de los medios en los años 1990. En 2005 actuó en un episodio de la popular serie Comisario Montalbano, siendo una de sus últimas apariciones en la televisión italiana.

## Filmografía destacada

### Televisión
- 2005,  Comisario Montalbano
- 1986,  Affari di famiglia
- 1984,  La vigna di uve nere
- 1980,  Quattro grandi giornalisti
- 1977,  L'esercito di Scipione
- 1977,  La paga del sabato
- 1976,  Dov'è Anna?
- 1973,  E.S.P.
- 1973,  Qui squadra mobile
- 1971,  Marty
- 1971,  Il crogiuolo
- 1971,  Il mulino del Po
- 1969,  Nero Wolfe[5]
- 1967,  L'affare Kubinsky
- 1966,  Quinta colonna
- 1964,  La cittadella

### Cine
- 2001,  500!
- 1994,  L'eroe dei due mondi
- 1986,  Rigalo di Natale
- 1960,  Seddok, l'erede di Satana
- 1954,  Il seduttore
- 1952,  Solo per te Lucia